# Emil von Holstein-Rathlou (ingeniør)
 For alternative betydninger, se Emil von Holstein-Rathlou. (Se også artikler, som begynder med Emil von Holstein-Rathlou)
Axel Viggo Emil von Holstein-Rathlou (23. januar 1882 Gersdorffslund, Gosmer sogn - 22. september 1967 Gentofte) var en dansk ingeniør. 
Han blev 1900 student fra Ordrup Latin- og Realskole, dersefter i 1901 cand.phil. og i 1906 cand.polyt. fra Den Polytekniske Læreanstalt. Han fik derefter ansættelse ved ved Københavns Elektricitetsværker hvor han fra 1917 til 1947 var afdelingsingeniør. I 1931 blev han medlem af og i 1944 næstformand for bestyrelsen for Dansk Adelsforbund og formand for Katastrofefondet 1932-1951. I 1939 blev han medarbejder ved Berlingske Tidendes og Aschehougs Konversationsleksikon, 1941 ved Berlingske Tidendes Huslægen, 1943 og 1953 ved Hjemmets Konversationsleksikon og ved Vor Tids Konversationsleksikon. Han blev i 1965 æresmedlem af Dansk Røde Kors' hovedledelse. 
Emil von Holstein-Rathlou vandt under sin tid som elev på Ordrup Latin- og Realskole DM-bronze i stangspring 1897 med 2,58 meter.

## Familie
Emil von Holstein-Rathlou var søn af Huno Philip August von Holstein-Rathlou (1855-1918) og Jenny Høeg Warming, som var forpagter på Gersdorffslund ved Odder. 
Hans farfar var godsejer Viggo von Holstein-Rathlou (1821-1884). Hans bror var bibliotekar, dr. phil. Viggo Julius von Holstein Rathlou (1885-1965).
En senere efterkommer er professor, dr. med. Niels-Henrik de Meza von Holstein-Rathlou (født 1956).